# Orchestre Philharmonia
Pour les articles homonymes, voir Philharmonia.
L’Orchestre Philharmonia (Philharmonia Orchestra) est un orchestre symphonique londonien créé en 1945 par Walter Legge, en résidence au Royal Festival Hall. D’abord une formation de studio, c’est l’un des orchestres les plus enregistrés au monde.

## Historique
Le célèbre producteur de disque Walter Legge crée en 1945 le Philharmonia Orchestra, principalement conçu comme un orchestre de studio qui lui permettrait de réaliser des enregistrements pour son groupe, EMI, en particulier des enregistrements lyriques avec des équipes réunissant les meilleurs chanteurs de leur temps. L’orchestre compte notamment dans ses rangs Dennis Brain, l’un des plus célèbres cornistes du siècle, décédé accidentellement en 1957, le premier violon Manoug Parikian, le premier hautbois solo Sidney Sutcliffe...
Thomas Beecham dirige le premier concert de l’orchestre en 1946, mais il ne peut en prendre la tête en raison de son ambition personnelle et s’en va fonder le Royal Philharmonic Orchestra. Le jeune orchestre enregistre sous la direction des deux chefs les plus prestigieux d’alors, Arturo Toscanini, pour un cycle d’œuvres de Brahms, et surtout Wilhelm Furtwängler, pour un légendaire Tristan et Isolde (en 1952), le Concerto pour violon de Beethoven avec Yehudi Menuhin à Lucerne en 1947, les Lieder eines fahrenden Gesellen de  Mahler avec Dietrich Fischer-Dieskau qui lancèrent la carrière du jeune baryton, le Concerto pour piano nº 5 de Beethoven avec  Edwin Fischer en 1951, la création mondiale des Quatre derniers Lieder de Strauss le 22 mai 1950 avec Kirsten Flagstad et la prodigieuse 9e Symphonie de Beethoven de 1954 à Lucerne avec Elisabeth Schwarzkopf.
Legge forme également un chœur, le Philharmonia Chorus, confié à Wilhelm Pilz, chef du Chœur du Festival de Bayreuth.
En janvier 1946, Walter Legge se rend à Vienne où il prend sous contrat un certain nombre d’artistes frappés par une interdiction de travail en raison de la dénazification ; notamment, il engage Herbert von Karajan, le jeune rival de Furtwängler, pour prendre la tête de l’orchestre. Karajan débute avec le Concerto pour piano de Schumann avec Dinu Lipatti ; il enregistrera une large partie du grand répertoire avec le Philharmonia, dont des intégrales des symphonies de Beethoven et Brahms, de célèbres enregistrements d’opéras de Mozart, de Richard Strauss, etc. C’est à la tête de l’orchestre que Karajan forme son répertoire, fait évoluer son style de jeunesse vers la direction souple et voluptueuse qui marquera le reste de sa vie, et commence également sa fructueuse carrière discographique. Il se retire en 1955, ayant été nommé directeur musical de l’Orchestre philharmonique de Berlin, mais enregistrera jusqu’en 1960.
Legge choisit pour lui succéder Otto Klemperer, dont la carrière avait sombré en raison de l’exil et de problèmes de santé. Son mandat à la tête du Philharmonia est cependant un « été indien » marqué par de grands enregistrements bachiens, beethovéniens, brahmsiens, brucknériens, wagnériens et mahlériens. Il reçoit en 1959 le titre de directeur musical à vie.
Le travail avec Furtwängler, Karajan et Klemperer, ainsi qu’une large fréquentation du répertoire allemand et autrichien, ont donné à l’orchestre un son « germanique », large et profond.
Doté d'une vraie personnalité sonore, l'orchestre est alors considéré comme l'un des meilleurs du monde, tant pour la valeur de ses instrumentistes que pour sa cohésion remarquable, sa sonorité chaleureuse et l'ampleur de ses cuivres.
Le mardi 10 mars 1964, Legge annonce la dissolution de l’orchestre. Lors d’une séance d’enregistrement, les membres décident de poursuivre leurs activités, et reçoivent le soutien de Klemperer. Le 17 mars, l’orchestre élit ses propres représentants et prend le nom de New Philharmonia Orchestra, dont Klemperer est président d’honneur. Le 27 octobre, la nouvelle formation donne sous sa direction son premier concert, avec la Neuvième Symphonie de Beethoven. Elle est notamment financée par un fonds caritatif et le London Orchestral Concert Board.
Le New Philharmonia Orchestra donna bien plus de concerts après sa prise d’autonomie que sous la direction de Walter Legge. Il maintient également sa réputation, jouant par exemple à Bonn pour le bicentenaire de la naissance de Beethoven, en 1970.
En 1977, il reprend le nom de Philharmonia Orchestra.
Lors du départ à la retraite de Klemperer, toujours chef principal, en 1971, Lorin Maazel devient chef principal associé, et le reste jusqu’à la mort de Klemperer en 1973.

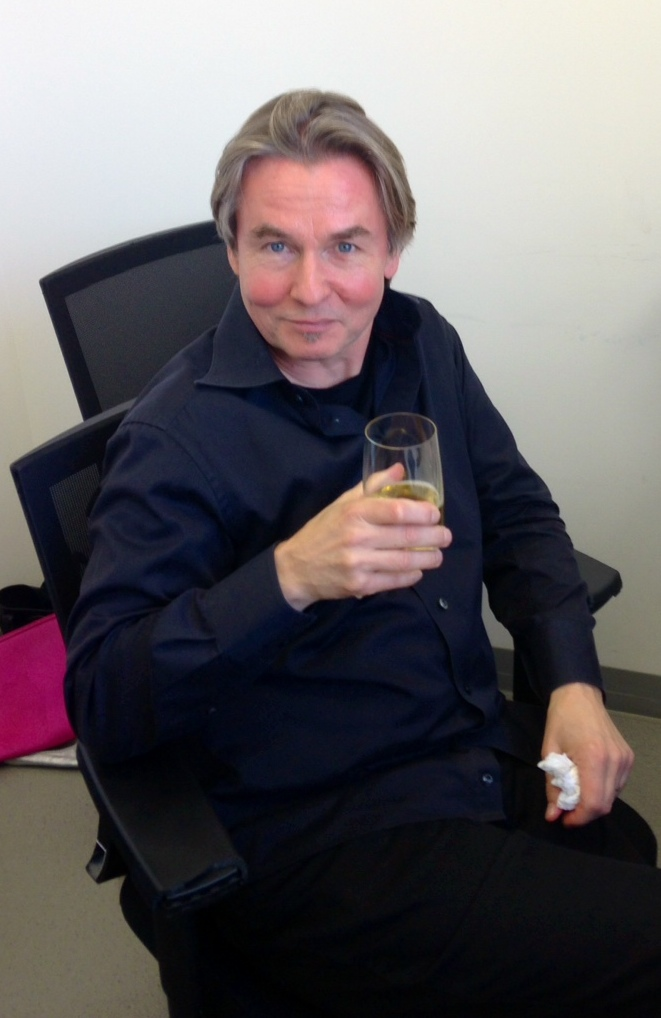
Esa-Pekka Salonen, chef principal du Philharmonia Orchestra entre 2008 et 2021.

L’Italien Riccardo Muti est chef principal de 1973 à 1982, suivi par son compatriote Giuseppe Sinopoli de 1984 à 1994. Christoph von Dohnányi prend la tête de l’orchestre en 1997. En novembre 2006, le retrait de Dohnányi et son remplacement par Esa-Pekka Salonen, déjà premier chef invité de 1985 à 1994, sont annoncés pour 2007. Salonen est chef principal de la formation entre 2008 et 2021.
En 1995, l’orchestre prend résidence au Royal Festival Hall. Il a conservé au fil du temps sa sonorité caractéristique, chaude, ample et chatoyante qui en fait une sorte de pendant anglais de l'orchestre royal du Concertgebouw d'Amsterdam.
En 2019, Santtu-Matias Rouvali est nommé pour prendre la succession de Salonen à la tête du Phlharmonia à compter de la saison 2021-2022.
En 2023, Marin Alsop est nommée cheffe principale invitée (« Principal Guest Conductor ») de l'orchestre.

## Liste des chefs
- 1948-1955 : Herbert von Karajan, chef permanent
- 1959-1973 : Otto Klemperer, directeur musical à vie puis chef principal
- 1971-1973 : Lorin Maazel, chef principal associé
- 1973-1982 : Riccardo Muti, chef principal
- 1984-1994 : Giuseppe Sinopoli, chef principal
- 1997-2008 : Christoph von Dohnányi
- 2008-2021 : Esa-Pekka Salonen
- 2021- : Santtu-Matias Rouvali

## Discographie partielle
- Bach, Passion selon saint Mathieu - Otto Klemperer/Wilhelm Pitz/Philharmonia Orchestra & Choir/Boys of Hampstead Parish Church Choir/Christa Ludwig/Dietrich Fischer-Dieskau/Elisabeth Schwarzkopf/Nicolai Gedda - 1960/1961 EMI Records - Grammy Award for Best Choral Performance 1963
- Berlioz, Les Troyens (extraits), Rita Gorr, dir. Lawrence Collingwood, 1961 report CD Cascavelle VEL 1581 2019
- Barber, Two Scenes from Antony and Cleopatra/Knoxville: Summer Of 1915 - New Philharmonia Orchestra/Leontyne Price/Thomas Schippers, RCA
- Beethoven, Concerto pour piano nº 1, 2 - Argerich/Sinopoli/PhO, Deutsche Grammophon
- Beethoven, Concerto pour piano nº 2 & 5 - Evgeny Kissin/James Levine/Philharmonia Orchestra, 1997 SONY BMG
- Beethoven, Symphonies nº 1-9 & Ouvertures - Herbert von Karajan/Philharmonia Orchestra, Warner Classics
- Beethoven, Symphonie nº 3, Ouverture de Fidelio - Otto Klemperer/Philharmonia Orchestra, EMI
- Beethoven, Symphonies nº 5 & nº 7 - Philharmonia Orchestra/Christian Thielemann, 1996 Deutsche Grammophon
- Beethoven, Symphonie nº 6 & Ouverture de Léonore nº 1 - Otto Klemperer/Philharmonia Orchestra, EMI
- Beethoven, Concerto pour violon - Carlo Maria Giulini/Itzhak Perlman/Philharmonia Orchestra, 2010 Warner
- Beethoven, Fidelio - Otto Klemperer/Philharmonia Orchestra/Gottlob Frick/Walter Berry/Christa Ludwig, EMI Warner
- Beethoven, Große Fuge - Mozart: Eine kleine Nachtmusik - Handel: Concerto Grosso - Otto Klemperer/Philharmonia Orchestra, EMI Warner
- Berlioz, La Damnation de Faust - Myung-whun Chung/Philharmonia Orchestra/Bryn Terfel/Anne Sofie von Otter, 1998 Deutsche Grammophon
- Bernstein, West Side Story Suite - David Zinman/Joshua Bell/Philharmonia Orchestra, 2000 SONY BMG
- Brahms, Requiem allemand - Elisabeth Schwarzkopf/Otto Klemperer/Philharmonia Chorus & Orchestra, 1962 EMI
- Brahms, Symphonie nº 1, Ouverture tragique & Rhapsodie pour alto - Otto Klemperer/Philharmonia Orchestra/Christa Ludwig, Warner
- Brahms, Symphonie nº 2 & Schubert: Symphonie nº 8 Inachevée - Herbert von Karajan/Philharmonia Orchestra, 1957 EMI Warner
- Brahms/Sibelius, Concertos pour violon - Ginette Neveu/Issay Dobrowen/Philharmonia Orchestra/Walter Süsskind, 1987 EMI
- Britten, Variations on a theme by Frank Bridge; Vaughan Williams: Fantasia on a theme by Tallis; Handel: Water Music Suite - Herbert von Karajan/Philharmonia Orchestra, EMI Warner
- Bruch/Mendelssohn, Concerto pour violon. - Shaham/Sinopoli/PhO, Deutsche Grammophon
- Chopin/Liszt, Concertos pour piano nº 1 - Yundi Li/A.Davis/PhO, 2006 Deutsche Grammophon
- Corigliano, Il violino rosso - Joshua Bell/Philharmonia Orchestra/Esa-Pekka Salonen, 1998 SONY BMG - Oscar a la mejor banda sonora 1999
- Debussy, (Boulez dirige Debussy) La Mer + Prélude à l'Après-Midi d'un Faune + Jeux - Pierre Boulez, 1966 CBS - Grammy Award for Best Orchestral Performance 1969
- Donizetti, Don Pasquale - Ambrosian Opera Chorus/Gösta Winbergh/Guido Fabris/John Mordler/Mirella Freni/Philharmonia Orchestra/Riccardo Muti, 1984 EMI
- Elgar, Concerto pour violoncelle/Enigma/Pomp and Circumstance nº 1, 4 - Maisky/Sinopoli/PhO, 1987/1991 Deutsche Grammophon
- Elgar, Symphonies nº 1-2/Pomp and Circumstanc - Sinopoli/PhO, Deutsche Grammophon
- Elgar - Walton, Concertos pour violoncelle - Delius: Caprice and Elegy - János Starker/Leonard Slatkin/Philharmonia Orchestra, 1997 Sony RCA
- Fauré Ravel, Requiem/Pavane - Giulini/PhO/Battle/Schmidt, Deutsche Grammophon
- Holst, The Planets - John Eliot Gardiner/Philharmonia Orchestra, 1995 Deutsche Grammophon
- Holst, The Planets - Leonard Slatkin/Philharmonia Orchestra, 2001 RCA BMG
- Ketèlbey, Sur un marché persan - The Ambrosian Singers/John Lanchbery/Philharmonia Orchestra, 1978 EMI Warner
- Khatchatourian, Concerto pour violon, Taneïev: Suite de concert - David Oistrakh/Nicolai Malko/Philharmonia Orchestra, 1955/1957 EMI Warner
- Lalo, Symphonie Espagnole/Saint-Saens: Concerto pour violon/Ravel: Tzigane - Antonio Pappano/Philharmonia Orchestra/Maxim Vengerov, 2003 EMI Warner
- Liszt, Concertos pour piano nº 1 & 2, Sonate en si mineur - Emanuel Ax/Esa-Pekka Salonen/Philharmonia Orchestra, 1993 SONY BMG
- Liszt, Concertos pour piano nº 1 & 2 & Totentanz - Boris Vadimovič Berezovskij/Hugh Wolff/Philharmonia Orchestra, 1995 Teldec
- Mahler, The Complete Recordings - Philharmonia Orchestra/Giuseppe Sinopoli, 2001 Deutsche Grammophon
- Mahler, Symphonie nº 4/Lieder - Otto Klemperer/Christa Ludwig/Philharmonia Orchestra/Elisabeth Schwarzkopf, EMI Warner
- Mahler, Symphonie nº 9 & Richard Strauss: Metamorphosen - Tod und Verklärung - New Philharmonia Orchestra/Otto Klemperer/Philharmonia Orchestra, EMI Warner
- Mascagni, Cavalleria rusticana - Sinopoli/Baltsa/Domingo/Pons, 1989 Deutsche Grammophon
- Maxwell-Davies, Symphonie nº 1/Points and dances from Taverner - Rattle/PhO, Decca
- Mendelssohn Schubert, Symphonie nº 4/Symphonie nº 8 - Sinopoli/PhO, Deutsche Grammophon
- Mendelssohn, Le Songe d'une nuit d'été - Philharmonia Orchestra/Sir Neville Marriner, 1983 Philips Classics
- Mendelssohn, Symphonie nº 4 "Italienne" - Philharmonia Orchestra/Giuseppe Sinopoli, 2009 Deutsche Grammophon
- Mozart, Concertos pour piano nº 1-27 - Ashkenazy/PhO, Decca
- Mozart, Concertos pour piano nº 20, 21, 23-25 - Ashkenazy/PhO, Decca
- Mozart, Concertos pour piano nº 25, 27 - Ashkenazy/PhO, Decca
- Mozart, Concertos pour piano nº 21 & 22 - Annie Fischer/Philharmonia Orchestra/Wolfgang Sawallisch, 1959 EMI
- Mozart, Cosi Fan Tutte - Judith Raskin/Sherrill Milnes/Ezio Flagello/John McCarthy/Leontyne Price/Tatiana Troyanos/Valda Aveling/Erich Leinsdorf/New Philharmonia Orchestra/George Shirley/The Ambrosian Opera Chorus, 1967 BMG - Grammy Award for Best Opera Recording 1969
- Mozart, Requiem, K. 626 - Carlo Maria Giulini/Neumann/van Ness/Lewis/Dawson/Philharmonia Orchestra & Chorus/Estes, Sony - Grammy Award for Best Choral Performance 1981
- Mozart, Concerto pour flûte et harpe K. 299 & Symphonie Concertante K. 297b - Bryn Lewis/Giuseppe Sinopoli/John Anderson/Kenneth Smith/Meyrick Alexander/Michael Collins/Philharmonia Orchestra/Richard Watkins, 1993 Deutsche Grammophon
- Offenbach, Gaité parisienne/Ouv. Orfeo/Belle Hélène/Perichole/Vie Parisienne - Previn/Pittsburgh/Marriner/PhO, 1981 Decca
- Orff, Die Kluge & Der Mond - Elisabeth Schwarzkopf/Philharmonia Orchestra/Wolfgang Sawallisch, EMI Warner
- Prokofiev, Concertos pour piano nº 2 & 3 - Evgeny Kissin/Philharmonia Orchestra/dir. Vladimir Ashkenazy, 2009 EMI - (Grammy) 2009
- Prokofiev, Pierre & le Loup (Remastered) - Peter Ustinov/Herbert von Karajan/Philharmonia Orchestra, 1956 Angel Records/Emkay Remasters - Grammy Award for Best Album for Children 1960
- Puccini, Madama Butterfly - Ambrosian Opera Chorus/Lorin Maazel/Philharmonia Orchestra/Plácido Domingo/Renata Scotto, 1978 SONY BMG CBS
- Puccini, Madama Butterfly - Sinopoli/Freni/Carreras/Pons, 1987 Deutsche Grammophon
- Puccini, Manon Lescaut - Sinopoli/Freni/Carreras, 1984 Deutsche Grammophon
- Puccini, La bohème - Antonio Pappano/Philharmonia Orchestra/Roberto Alagna/Thomas Hampson (cantante)/Simon Keenlyside, 1996 EMI Warner
- Puccini, Tosca - Sinopoli/Freni/Domingo/Ramey, 1990 Deutsche Grammophon
- Rachmaninov, Concertos pour piano nº 2 & 3 - Esa-Pekka Salonen/Philharmonia Orchestra/Yefim Bronfman, 1992 SONY BMG
- Ravel/Debussy, Bolero/Daphnis/Mer - Sinopoli/PhO, Deutsche Grammophon
- Rodrigo, Concierto de Aranjuez, Fantasia; Albeniz: Various - John Williams (guitarra)/Philharmonia Orchestra, 1981/1984 Sony CBS
- Rodrigo: Concierto de Aranjuez/Songs for Tenor & Guitar - Plácido Domingo/Manuel Barrueco/Philharmonia Orchestra, 1997 EMI Warner
- Rossini, Maometto II - Scimone/Anderson/Ramey/Palacio, 1983 Decca
- Rossini, Mosè in Egitto - Scimone/Anderson/Raimondi, 1981 Decca
- Rossini, Otello - Lopez-Cobos/Carreras/Von Stade, 1979 Philips, rééd. 2014 Decca
- Rossini, Stabat Mater - Giulini/Ricciarelli/Gonzalez, 1981 Deutsche Grammophon
- Rossini, Ouvertures - Carlo Maria Giulini/Philharmonia Orchestra, EMI Warner
- Saint-Saëns, Carnaval/Danza/Phaeton - Dutoit/PhO/London Sinfonietta, 1980 Decca
- Schumann, Symphonie nº 2; "Manfred" Overture; Konzertstück for 4 Horns - Christian Thielemann/Philharmonia Orchestra, 1997 Deutsche Grammophon
- Sibelius, Finlandia/Karelia/Tapiola - Ashkenazy/PhO/Stein, Decca
- Sibelius, Symphonies nº 1, 2, 4/Finlandia - Ashkenazy/PhO, Decca
- Sibelius, Symphonies nº 2 & 5 - Herbert von Karajan/Philharmonia Orchestra, 1998 EMI Warner
- Sibelius/Glazounov, Concerto pour violon op. 82/Concerto pour violon op. 47/Suite pour violon op. 117/Grand Adagio - Yoo/Ashkenazy/PhO, 2014 Deutsche Grammophon
- Strauss R, Ariadne auf Naxos - Herbert von Karajan/Philharmonia Orchestra/Elisabeth Schwarzkopf, EMI Warner
- Strauss R, Capriccio - Philharmonia Orchestra/Wolfgang Sawallisch/Dietrich Fischer-Dieskau, EMI Warner
- Strauss II, Die Fledermaus - Herbert von Karajan/Philharmonia Orchestra/Elisabeth Schwarzkopf, EMI Warner
- Stravinsky, The Rite of Spring - The Nightingale - London Symphony Orchestra/Philharmonia Orchestra/Robert Craft, 2005 Naxos
- Stravinsky, L'Oiseau de feu & Petrouchka - Philharmonia Orchestra/Robert Craft, 2005 Naxos
- Tchaïkovski, Symphonies nº 4-6 - Ashkenazy/PhO, Decca
- Tchaïkovski, Symphonie nº 6 'Pathétique' & Lac des cygnes - Suite - Herbert von Karajan/Philharmonia Orchestra, EMI Warner
- Tchaïkovski, Casse-noisettes, Lac des cygnes & Sleeping Beauty Ballet Suites - Herbert von Karajan/Philharmonia Orchestra, EMI Warner
- Tchaïkovski, Concertos pour piano nº 1-3 & Concert Fantasy - Mikhail Pletnev/Philharmonia Orchestra/Vladimir Ivanovič Fedoseev, 1998 Erato/Warner
- Tchaïkovski/Sibelius, Concerto pour violon. - Shaham/Sinopoli/PhO, 1991 Deutsche Grammophon
- Verdi, La Forza del Destino - Giuseppe Sinopoli/Philharmonia Orchestra/John Tomlinson/Agnes Baltsa/Renato Bruson/Juan Pons/Paata Burchuladze/José Carreras, 2005 Deutsche Grammophon
- Verdi, Requiem & Four Sacred Pieces - Carlo Maria Giulini/Philharmonia Orchestra/Elisabeth Schwarzkopf/Janet Baker, EMI
- Verdi, Falstaff - Philharmonia Orchestra/Herbert von Karajan/Nicola Zaccaria/Elisabeth Schwarzkopf, EMI Warner
- Wagner, Tristan und Isolde - Suthaus/Kirsten Flagstad/Philharmonia Orchestra/Wilhelm Furtwängler, 1952 RCA Victor/EMI – Grammy Hall of Fame Award 1988
- Wagner, Tannhäuser - Sinopoli/Domingo/Studer/Baltsa, 1989 Deutsche Grammophon
- Bolton, My Secret Passion - Michael Bolton/Philharmonia Orchestra/Steven Mercurio, 1998 SONY BMG
- Chang, Lalo/Vieuxtemps - Charles Dutoit/Philharmonia Orchestra/Sarah Chang, 1995 Angel EMI
- Eaglen, Italian Opera Arias - Carlo Rizzi (director)/Jane Eaglen/Philharmonia Orchestra, 2001 SONY BMG
- Fleming, Guilty pleasures - Lang-Lessing/PhO, 2012 Decca
- Ludwig - Wagner, Wesendonck-Lieder, Brahms: Alto Rhapsody, Mahler: 5 Lieder, Beethoven: Abscheulicher! - Christa Ludwig/Otto Klemperer, 1962/1967 EMI Warner
- Pavarotti, Mattinata - Gamba/PhO/Tonini/NPO, Decca
- Powell, Ladyhawke - Andrew Powell, 1985 Atlantic Warner
- Schwarzkopf Sings Operetta - Elisabeth Schwarzkopf/Otto Ackermann/Philharmonia Orchestra, EMI Warner
- Zarvos, Remember Me (film), 2010 Capcom